# 白洋淀真杯吸虫
白洋淀真杯吸虫（学名：Eucotyle baiyangdienensis）为真杯科真杯属的动物。在中国大陆，分布于河北白洋淀、天津市等地，营寄生生活，宿主斑咀鸭。